# 카르푸르 (아이티)
카르푸르(프랑스어: Carrefour, 아이티어: Kafou)는 아이티의 도시이다. 아이티에서 두 번째로 큰 도시이다. 인구는 373,916(2003년)이다. 면적은 164.9km2이다.